# 巴伦德雷赫特
巴伦德雷赫特（荷蘭語：Barendrecht，荷蘭語：[ˈbaːrənˌdrɛxt] ⓘ）是荷兰南荷兰省的一个市镇。2007年该市镇辖人口43,104，面积21.72 km²，其中 1.45 km²为水域。